# Brezje pri Trebelnem
Brezje pri Trebelnem je naselje u slovenskoj Općini Mokronog - Trebelnu. Brezje pri Trebelnem se nalazi u pokrajini Dolenjskoj i statističkoj regiji Donjoposavskoj regiji. 

## Stanovništvo
Prema popisu stanovništva iz 2002. godine naselje je imalo 32 stanovnika.